# The Bill
The Bill is een sinds 16 oktober 1984 lopende Britse politieserie. Deze werd oorspronkelijk in Engeland uitgezonden door ITV.

## Thematiek
De verhalen spelen zich af rondom het politiebureau "Sun Hill" in het oosten van Londen, in de fictieve wijk Canley. De scènes worden opgenomen op verschillende locaties in Londen, met name in de zuidelijke wijk Merton, waar zich de set bevindt. De serie richt zich op meerdere soorten politiewerk en op de privélevens van de personages. Sommige verhaallijnen of zaken worden gevolgd gedurende enkele maanden of een heel jaar; andere zaken worden binnen één of twee afleveringen afgehandeld.

## Geschiedenis
The Bill werd en wordt uitgezonden in ruim 55 landen. Zo is de serie zeer populair in Australië, waar ze wordt uitgezonden op ABC1. In enkele landen kreeg de serie een andere titel, zoals "Brigade volante" in Frankrijk en voorheen "Sunhillspolisstation" (Zweeds voor politiebureau Sun Hill) in Zweden (anno 2008 weer uitgezonden onder de oorspronkelijke Engelse titel). In België wordt de serie sinds 2005 uitgezonden op één, voornamelijk in de zomermaanden. Het betreft hier seizoen 18 en 19, aflevering 18.09 Episode 007 tot 19.32 Episode 107. De VRT was bij de aankoop in de veronderstelling volledige reeksen aangekocht te hebben.
In Duitsland werd van 1994 tot 2006 voor RTL Television een Duitse versie van The Bill geproduceerd, genaamd "Die Wache". Hiervoor gebruikten de makers de originele scripts van de serie. The Bill leidde in eigen land tot de productie van drie spin-offs: Burnside (2000; zes afleveringen), Beech is Back (2001; zes afleveringen) en MIT: Murder Investigation Team (2003).
In Nederland is de serie Bureau Kruislaan gebaseerd op de The Bill. Deze serie werd begin jaren 90 uitgezonden door de VARA.

## Gastrollen
- Spice Girl Emma Bunton verscheen in 2003 in een aflevering als tiener Janice.
- Actrice Keira Knightley speelde in 1995 de tien jaar oude Sheena Rose.
- Voetballer Emmanuel Petit verscheen als zichzelf in de Kerstaflevering van 1998.
- Acteur Daniel Radcliffe verscheen als een politieman.

## Trivia
- De deuren van de gevangeniscellen waren aanvankelijk gemaakt van triplex, waarbij de harde knal bij het dichtslaan achteraf werd ingemonteerd. Sinds mei 2007 is de deur van metaal.[2]
- In 1998 stierf "The Bill"-acteur Kevin Lloyd na alcoholmisbruik nadat hij te horen kreeg dat zijn contract bij de serie niet verlengd werd. In januari 2008 probeerde collega Jeff Stewart zelfmoord te plegen in zijn "The Bill"-kleedkamer nadat hij eenzelfde bericht ontving.
- Bij opnames op locatie heeft "The Bill" geen toestemming sirenes te gebruiken. Deze geluidseffecten worden achteraf ingemonteerd.[2]
- De uniformen die in de serie worden gedragen, zijn echt. Ze worden iedere nacht achter slot en grendel bewaard, waarbij in geen enkele kast een compleet uniform hangt.
- De serie bevatte enkele live-afleveringen, waarbij soms publiek te zien is langs de straatkant.